# NGC 4765
NGC 4765 је лентикуларна галаксија у сазвежђу Девица која се налази на NGC листи објеката дубоког неба.
Деклинација објекта је + 4° 27' 47" а ректасцензија 12h 53m 14,6s. Привидна величина (магнитуда) објекта NGC 4765 износи 12,5 а фотографска магнитуда 13,4. Налази се на удаљености од 21,2000 милиона парсека од Сунца. NGC 4765 је још познат и под ознакама UGC 8018, MCG 1-33-20, CGCG 43-54, ARAK 391, VV 366, IRAS 12507+0444, PGC 43775.